# Басу, Рамрам
Рамрам Басу (около 1757, Чинсура, Бенгалия — 7 августа 1813, Калькутта, Бенгалия) — мунши в колледже Форт-Уильяма и писатель. Он знал санскрит, бенгальский, персидский языки и постепенно изучал английский, постоянно общаясь с христианскими миссионерами.
Свою карьеру начал как мунши Уильяма Чемберса, переводчика с персидского в Высшем суде Калькутты. Продолжил работу в качестве мунши доктора Джона Томаса в 1787 году в Дебхате (округ Кхулна) и Уильяма Кэри в 1793—1796 годах в Маднабати в Динаджпуре. Присоединившись в 1800 году к Серампурской миссии и её издательству под руководством Уильяма Кэри, Рамрам Басу в мае следующего года был назначен помощником преподавателя санскрита в колледже Форт-Уильяма с месячным окладом в 40 рупий. Он продолжал занимать данный пост до конца жизни.
В 1801 году Рамрам Басу написал книгу «Раджа Пратападитья Чаритра» («Жизнь раджи Пратападитьи»), которая должна была послужить учебником бенгальского языка для колледжа. Первая прозаическая книга на бенгальском языке, написанная бенгальцем, она была опубликована в издательстве en:Serampore Mission Press. В 1803 году совет колледжа наградил его суммой в 300 рупий за написание данной книги. Он написал следующие книги: «Кристасава» (1788), «Харкара» (1800), поэму, основанную на Евангелиях, «Джнянодая» («Рассвет знания», 1800), поэму, восхваляющую христианство, и «Кристабибаранамрита» (1803) об Иисусе Христе. В 1802 году вышел сборник его прозы «Липпи Мата». Кроме того, в 1802 году он перевёл два христианских псалма на бенгали; между 1800 и 1802 годами под его авторством вышли бенгальские версии «Рамаяны» и «Махабхараты». Рамрам Басу оказывал помощь Кэри в переводе Библии на бенгали.